# Осмоловський Юрій Йосипович
Юрій Осмоловський (Георгій Йосипович Бонч-Осмоловський) (1892 —1938) — підполковник Армії УНР.

## Біографія
Народився 26 травня 1892 р. в с. Забір'я Суразького повіту, Чернігівської губернії (нині Брянська область РФ) в дворянській родині. Походив з однієї з гілок давнього роду Осмоловських герба «Бонча». До 1911 р. проживав з батьками, отримав домашню освіту, потім вибрав кар'єру військового.

### Служба в царській армії
Вступив на службу в 159-й піхотний Гурійський полк, який базувався в Могильові, 14.11.1911 р. рядовим на правах однорічника 2 розряду власним коштом. Служба однорічником давала право вступу до військового училища на казенний кошт.
Витримав вступний іспит і був прийнятий в загальний клас Тифліського юнкерського училища 1.09.1912 р. Унтер-офіцер з 24.12.1913 р., отримав світло-бронзову медаль "В пам’ять 300–річчя царювання Дому Романових",  два рази нагороджувався за відмінну стрільбу з гвинтівки.
Був випущений з училища 14.08.1914 р. по першому розряду молодшим портупей-юнкером, а після проходження військових зборів 1.10.1914 р. підвищений до підпоручика армійської піхоти з призначенням у розпорядження штабу Казанського військового округу. Був зарахований у 158-й піхотний запасний батальйон, де командував ротою.
Вибув на театр військових дій 15.12.1914 р. в 255-й Аккерманський полк 64-ї піхотної дивізії. Командував ротою, кулеметною командою, з 29.09.1915 р. – командир батальйону.
Після Лютневої революції в ході демократизації в армії був обраний командиром полку. Позиціював себе українцем, брав участь в українізації армії, був делегатом І Всеукраїнського військового з’їзду від Південно-Західного фронту.
Нагороди: ордени Св. Анни 4-го ст., Св. Станіслава 3-го ст., Св. Анни 3-го ст., Св. Станіслава 2-го ст., Георгіївська зброя (17.02.1917 р., за бій 21.08.1915 p.). Останнє звання в царській армії – штабс-капітан.

### Служба в армії УНР
В 1917 р. служив у запасному полку в Одесі. Активно займався українізацією Одеського гарнізону. З листопада-грудня 1917 р. по січень 1918 р. — командир 1-го Гайдамацького куреня в Одесі .
Відступив з Одеси разом із залишками куреня в кінці січня 1918 р. під натиском більшовицьких військ. Далі служив помічником коменданта в місті Прилуки. В травні 1918 р. був заарештований за звинуваченням у підготовці повстання проти гетьмана Скоропадського знаходився в ув'язненні до листопада 1918 р..
Після звільнення прибув до штабу Директорії у Фастові і був призначений командиром 2-го Дніпровського резервного полку, який ввійшов до складу Осадного Корпусу. Після взяття Осадним Корпусом 14 грудня 1918 р. Києва був призначений старшиною з особливих доручень при військовому аташе Директорії в Грузинській демократичній республіці, але до Тифлісу місія не доїхала через захоплення 18 грудня 1918 р. Одеси Добровольчою армією . 
З лютого 1919 р. — командир 2-ї Запорізької (Республіканської) дивізії Запорізького корпусу Дієвої армії УНР. У квітні 1919 р. у складі Запорізького корпусу відступив у Румунію, повернувся в Україну через Галичину наприкінці квітня. Станом на 6 травня 1919 р. — помічник командувача Запорізького корпусу Дієвої армії УНР. 3 15 травня 1919 р. до листопада 1919 р.— начальник 7-ї Запорізької дивізії Дієвої армії УНР.
В. Кедровський називає Юрія Осмоловського одним із кращих командирів Української армії в 1918-1919 рр..
Сотник Армії УНР Степан Цап писав: Сьома Запоріжська дивізія разом з обозами — має понад дві тисячі. Зате вже краща й регулярніша від шостої. Командує нею відважний полковник Осмоловський красунь… лупить ворога і здатний завдавати шалені удари. Так б’є, що аж сам розсипається в бойовому терену й три дні переводить збірку дивізії. Дивізія ця має чудовий старшинський кадровий склад, що виплекався у 1918 році.
Брав безпосередню участь у поході Об’єднаних сил Армії УНР і Української Галицької армії (УГА) на Київ у серпні 1919 р. 31 серпня 7-ма Запорізька дивізія ввійшла в Київ, уже захоплений військами УГА на чолі з генералом А. Кравсом і пройшла Хрещатиком. Але столицю довелося залишити, ці події ввійшли в історію як Київська катастрофа . 
З кінця вересня 1919 р. воював на південному напрямку проти денікінських військ. 3 листопада 1919 р. денікінці відкинули підрозділи 21-го полку ім. Наливайка і вночі непомітно підійшли до селища Шпиків (нині Вінницька область), де знаходилися основні сили 7-ї Запорізької дивізії.  Дивізія була розгромлена, а Ю. Осмоловський разом зі штабом потрапив у полон до білих .
Утримувався під вартою в Одесі, вступив до підпільного повстанського загону, створеного одеськими більшовиками для боротьби з Денікіним, брав участь в одеському повстанні 4-6 лютого 1920 р. Став командиром загону, який після захоплення Одеси більшовиками ввійшов до складу Червоної армії .
Навесні 1920 р. знаходився у відпустці у зв'язку з хворобою, проживав разом з дружиною у Жмеринці. Після захоплення Жмеринки 29 квітня 1920 р. польсько-українськими військами знову служив у Дієвій Армії УНР.. Влітку 1920 р. сотнику Осмоловському було присвоєно чергове військове звання – підполковник. З 15 травня 1920 р. командував 1-ю запасною бригадою 1-ї Запорізької стрілецької дивізії, що мала бути сформована в Ярмолинцях з мобілізованих селян Одеського, Тираспольського та Ананьївського повітів . Бригада не була сформована, оскільки Армія УНР відступила з українських територій. 
З кінця 1920 р. перебував у таборах для інтернованих Стшалково (Strzałkowo) і Щипйорно (Szczypiorno), Польща. У 1921 р. — помічник командира 1-го кінного полку Чорних Запорожців 1-ї Запорізької стрілецької дивізії Армії УНР. Станом на 28 лютого 1922 р. — приділений до штабу 5-ї Херсонської дивізії Армії УНР. В 1922 р. командував 2-ю збірною бригадою 1-ї Запорізької дивізії, а у вересні 1922 р. виконував обов'язки командира 1-ї Запорізької дивізії.

### Подальша доля
Повернувся в Україну у жовтні 1922 р., пройшовши комісію по репатріації, перебував на особливому обліку в Київському ОДПУ. Працював в Україні на різних посадах, в 1924 р. проживав у Конотопі. В 1927 р. був членом президії і відповідальним секретарем товариств Українського Червоного Хреста та "Друзі дітей", які діяли у Харкові . В 1931 р. переїхав у Макіївку Донецької області. За свідченнями онука, у його домі раз на рік збиралися бойові побратими, які називали себе "котовцями".
В 1936 р. виїхав з сім'єю в Мурманськ, де працював старшим економістом заготівельної контори Мурманторгу. В 1937 р. був заарештований за звинуваченням у шпигунстві  і розстріляний в Ленінграді 11.01.1938 р. Похований на Левашовському цвинтарі. Реабілітований в 1989 р.

## Сім'я
Дружина Марія Федорівна, вроджена Караваєва (1898 р.н.); син Віктор (1920 р.н.).
Дружина Юрія Осмоловського була відважною жінкою, наприкінці 1920 р. вона поїхала у Волочиськ шукати чоловіка серед полонених армії УНР, які не встигли перейти Збруч. Перепустку їй підписав командир Особливої бригади Григорій Котовський.